# Heinrich Rust (Architekt)

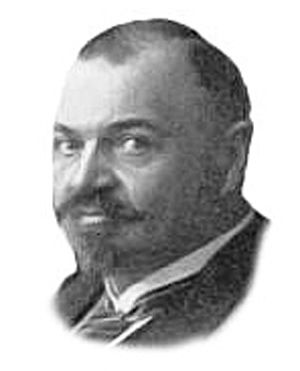
Heinrich Rust

August Ferdinand Heinrich Rust (* 6. Februar 1865 in Wunstorf; † 14. September 1931 in Leipzig) war ein deutscher Architekt.

## Leben
Heinrich Rust war der Sohn des Zimmermeisters Heinrich August Rust. Nach der Schulausbildung besuchte er die Baugewerkschule in Nienburg an der Weser. Von etwa 1882 bis 1888 war er bei der Hannoverschen Baugesellschaft angestellt. Von 1888 bis 1889 studierte er an der Technischen Hochschule in Hannover und ließ sich 1890 als Architekt in Leipzig nieder. Sein Büro befand sich anfangs in der Packhofstraße 7–9 und nach mehreren Umzügen die letzten 15 Jahre in der Windmühlenstraße 49.
Nach einigen Wohnbauten in den ersten Jahren folgten bald Entwürfe für repräsentative Gebäude, die das Leipziger Stadtbild bis heute prägen, wie die  Michaeliskirche, die Kongreßhalle und der Industriepalast. Bei Letzterem wird auch Anton Käppler (1856–1928) als Architekt genannt. Auch die Trabrennbahn in Panitzsch bei Leipzig gehört zu Rusts Werken.
Rust beteiligte sich, zumeist in Zusammenarbeit mit dem Architekten Alfred Müller, an zahlreichen Wettbewerben im gesamten Deutschen Reich. Er gewann auch einige Preise, aber keiner der Entwürfe wurde gebaut.
Ab 1888 war Rust Mitglied im Architektenverein Bauhütte zum weißen Blatt in Hannover.

## Bauten (Auswahl)
In Leipzig
- Wohnhaus Prellerstraße 44, 1890
- Doppelwohnhaus Prellerstraße 46/48, 1890
- Wohnhaus Schillerweg 31, 1891
- Kongreßhalle, 1899/1900
- Portal des Zoologischen Gartens, 1899/1900
- Michaeliskirche, mit Alfred Müller, 1901–1904
- Villa Springerstraße 7, 1905
- Industriepalast, (oder Anton Käppler), 1910/1911
- Hotel Bayrischer Hof, 1911
- Geschäftshaus „Blaue Hand“, Ranstädter Steinweg 18, (1917–1920)

Anderswo
- Wohnhaus in Borna, Bahnhofstraße 35, 1890/1891
- Villa Heimburg in Radebeul-Niederlößnitz, Borstraße 15, 1895
- Villa in Markkleeberg, Auenplatz 1, 1912/1913
- Trabrennbahn Panitzsch in Panitzsch, 1929

Beispiele Rustscher Bauten
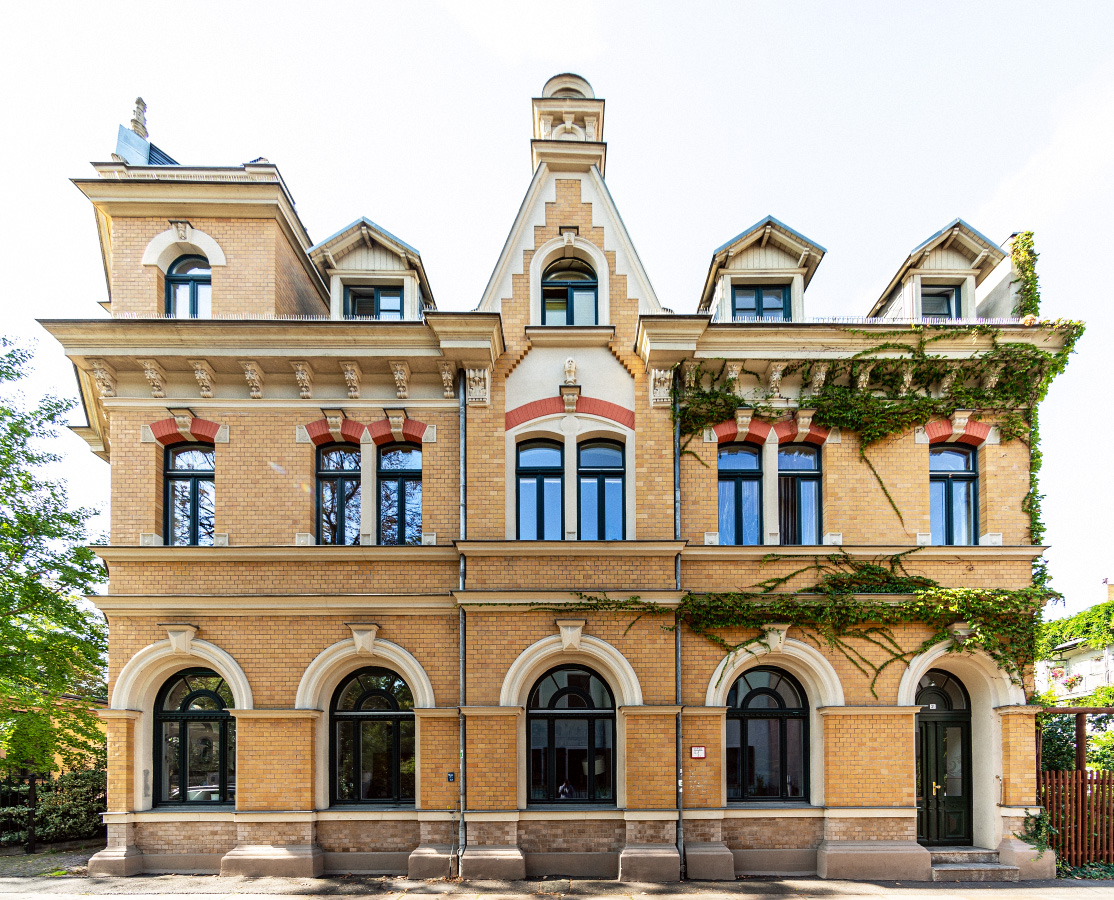
Schillerweg 31 (2020)
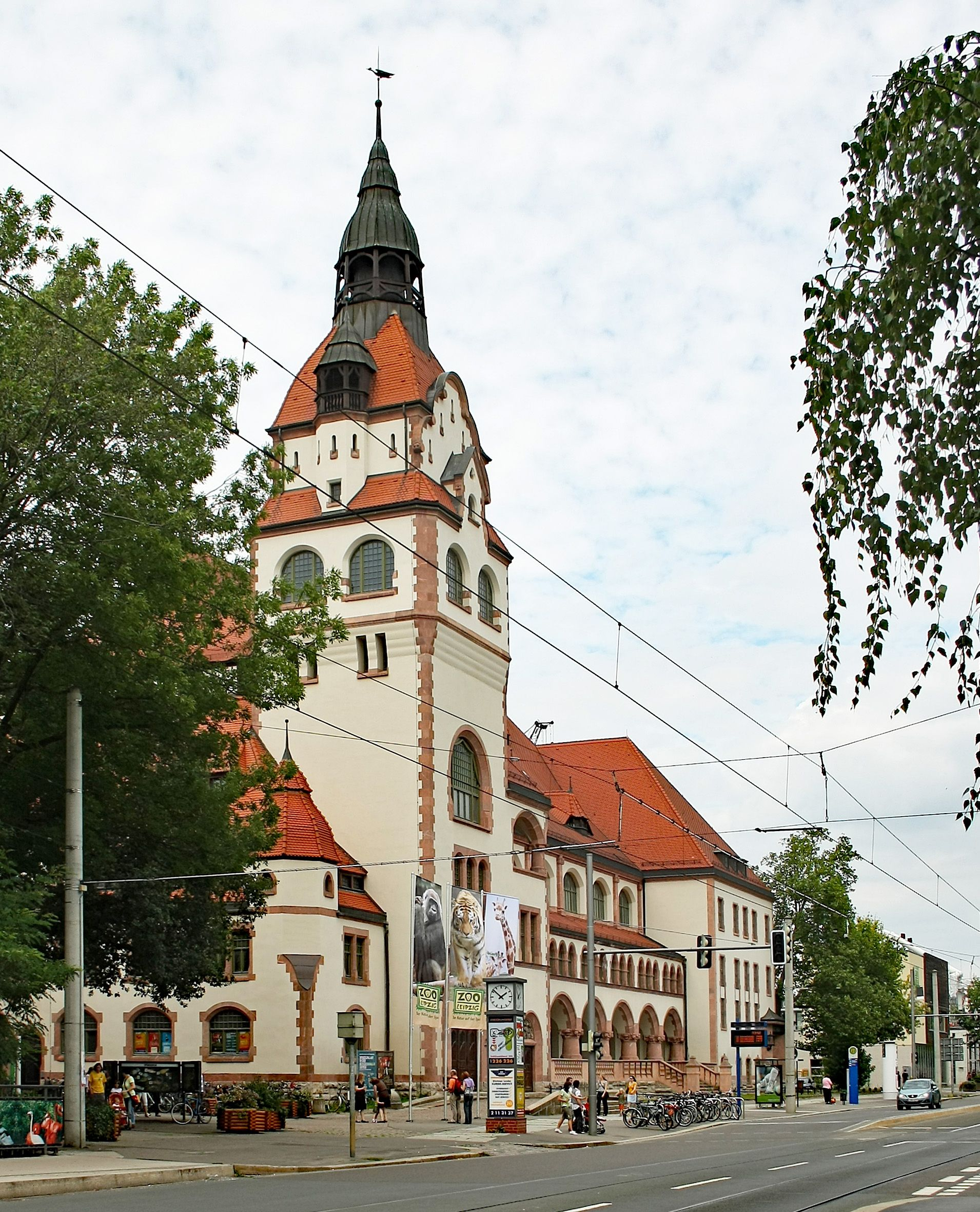
Kongreßhalle (2009)
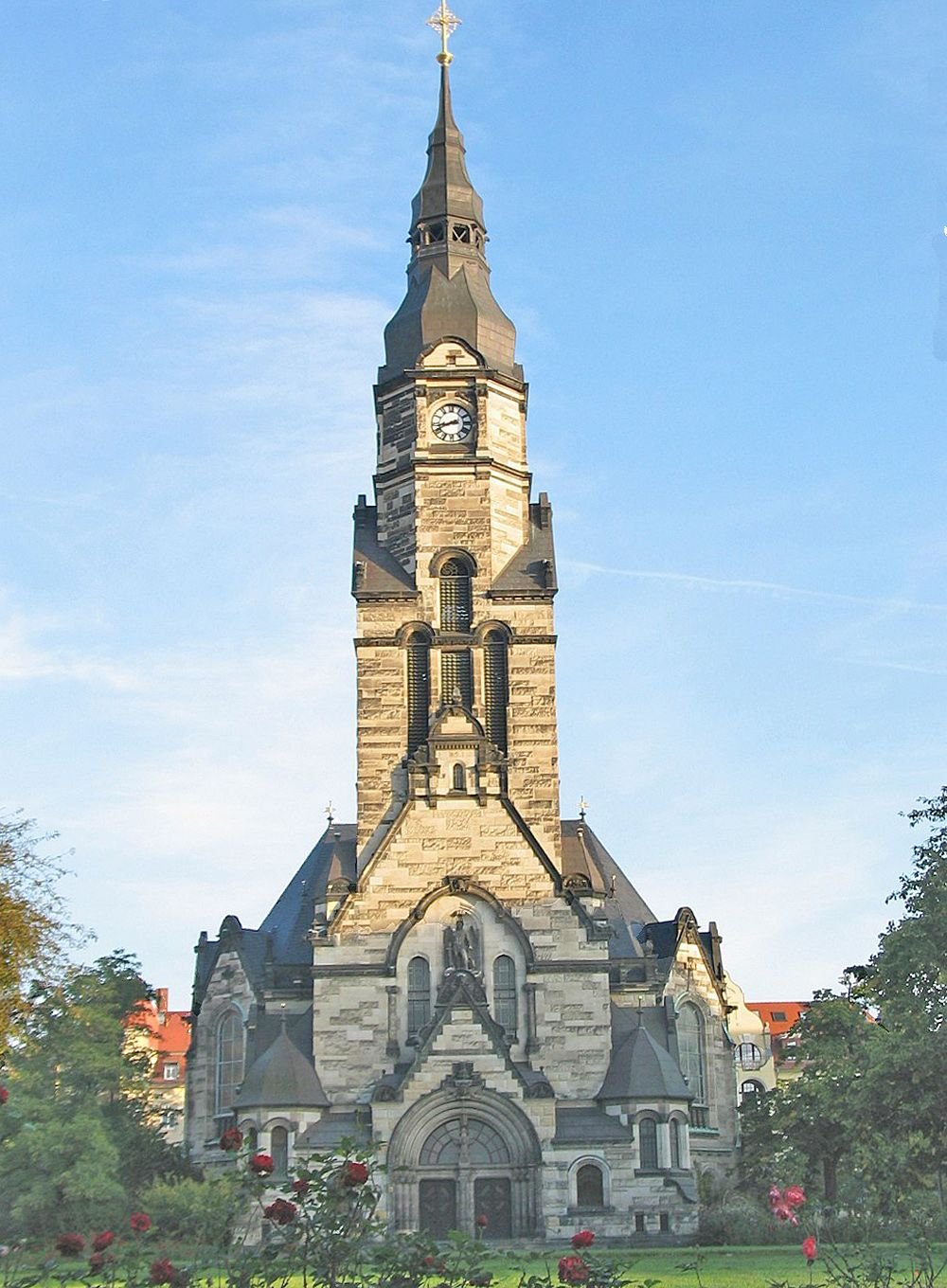
Michaeliskirche (2006)
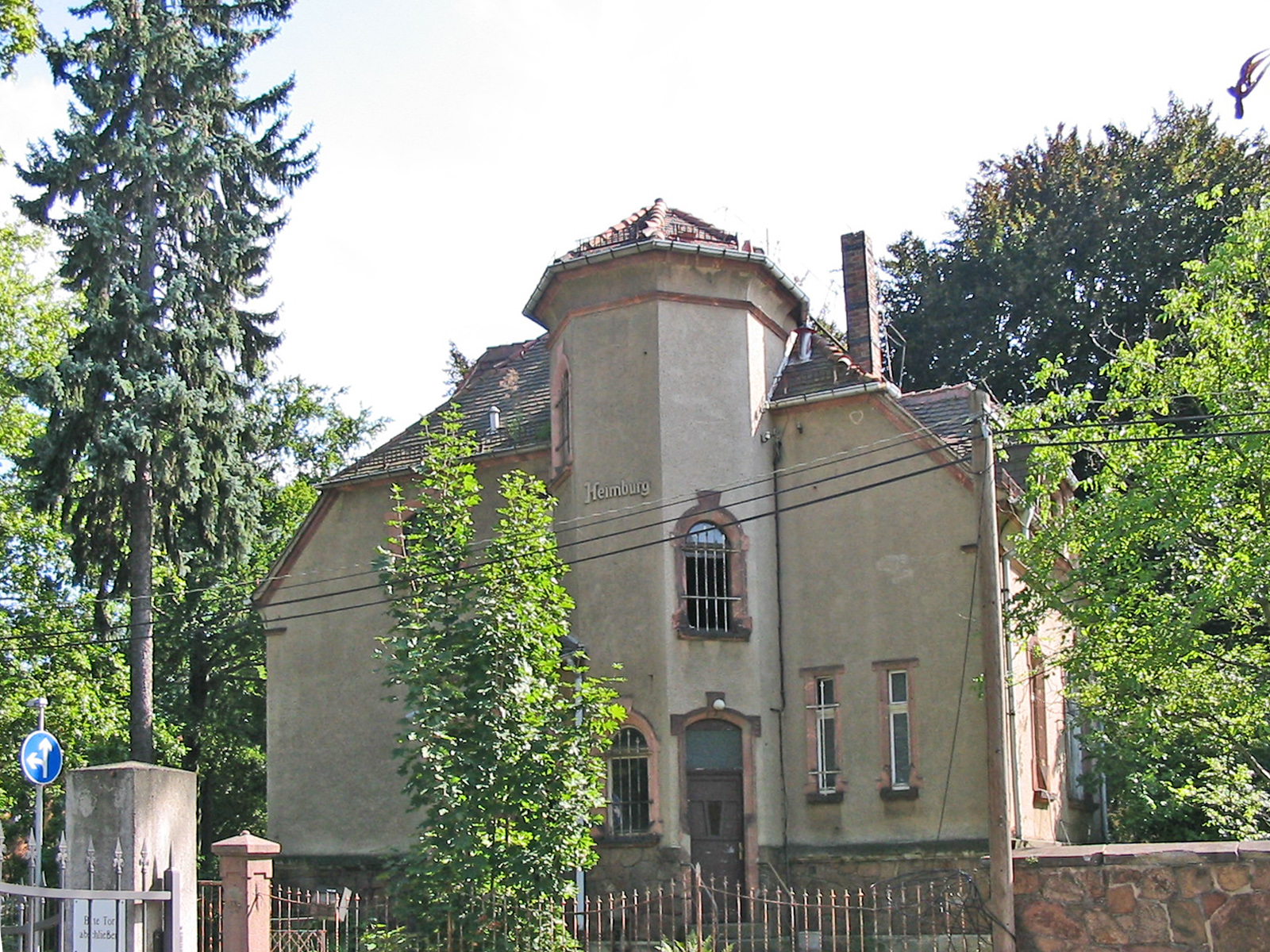
Villa Heimburg (2008)
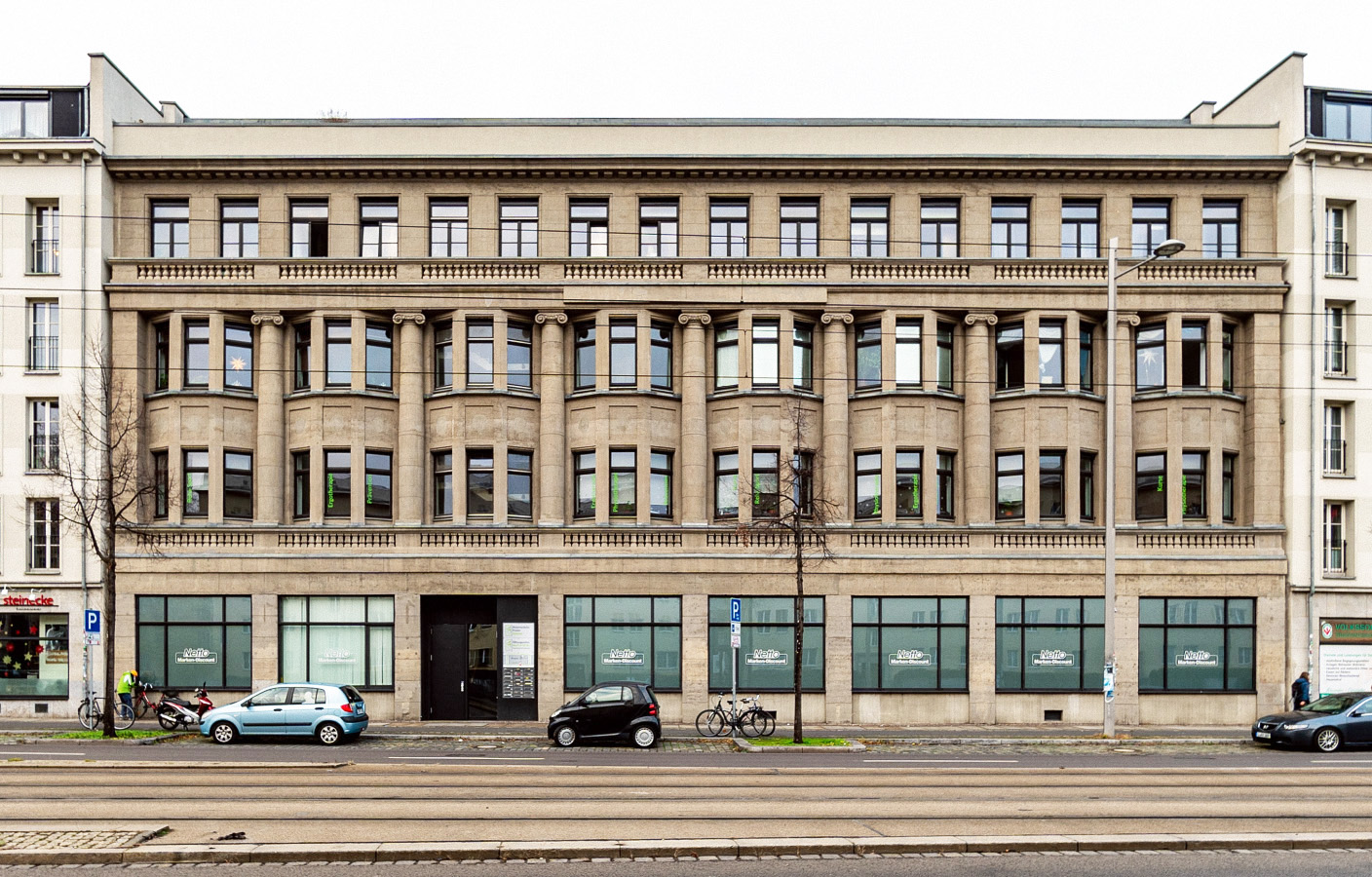
„Blaue Hand“ (2020)